# Курбатов, Борис Николаевич
Борис Николаевич Курбатов (1914 — 1979) — спортивный гонщик, лидер спортивной команды ЗИС в 1950-х-1960-х годах. Чемпион СССР 1960 года. Мастер спорта СССР (1955). Выступал за общество «Торпедо» (Москва).

## Биография
Первым гоночным автомобилем был ЗИС-101. После войны на линейные гонки Курбатов с механиком выходили на кабриолете ЗИС-110В, отличавшемся от серийного автомобиля только дополнительным бензобаком и кожухом, закрывающим салон от спинки переднего сиденья до багажника. Гонки проходили по Минскому шоссе от Москвы до Минска и обратно.
В 1956-м году был построен автомобиль, условно названный ЗИЛ-112/2, с подвеской, взятой у серийного ЗИС-110, и с форсированным мотором мощностью 170 л. с. (от него же, но с четырьмя карбюраторами). На этой машине в том же году Борис Курбатов стал бронзовым призёром чемпионата СССР.
Лидер спортивной команды ЗИС в 1950-х-1960-х годах.
- Чемпион СССР 1960 года.
- Серебряный чемпион 1961 года.